# Santa Bárbara (Lourinhã)
Pour les articles homonymes, voir Santa Barbara.

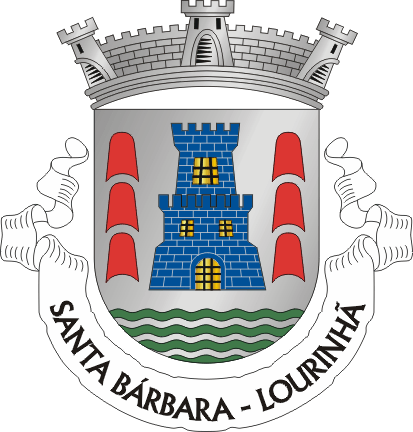

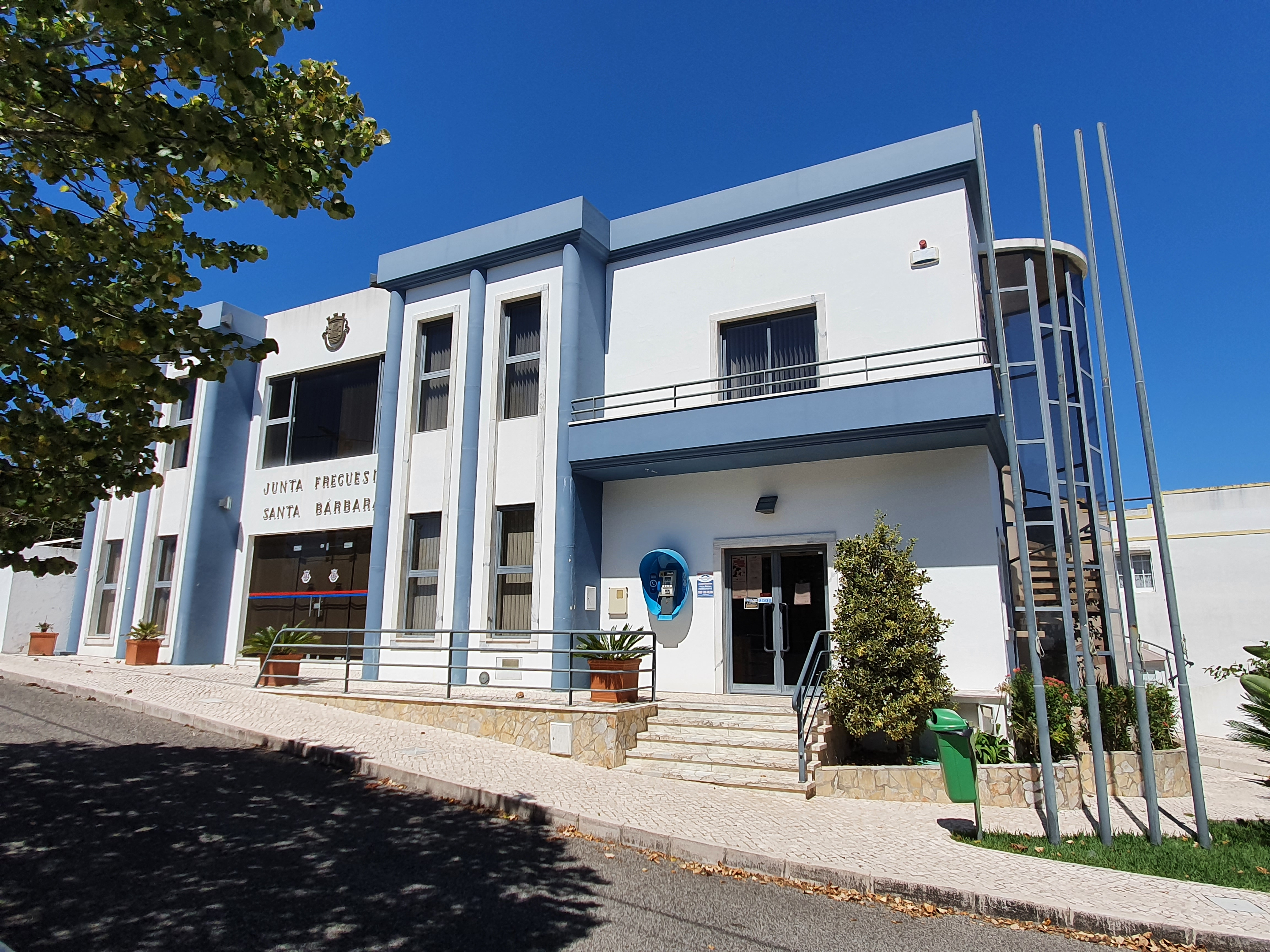
Conseil Paroissial de Santa Bárbara

Santa Bárbara est une paroisse (freguesia) portugaise située dans la municipalité de Lourinhã, dans le district de Lisbonne.
Avec une superficie de 7,51 km2 et une population de 1 414 habitants (2001), la densité de la paroisse s'élève à 188,3 hab/km2.